# 马耶 (安德尔省)
马耶（法語：Maillet，法語發音：[majɛ] ⓘ）是法国安德尔省的一个市镇，位于该省南部，属于拉沙特尔区。

## 地理
马耶（46°34'24"N, 1°40'43"E）面积25.02 平方千米，位于法国中央-卢瓦尔河谷大区安德尔省，该省份为法国中部省份，北起卢瓦-谢尔省，西北接安德尔-卢瓦尔省，西南接维埃纳省，南至克勒兹省和上维埃纳省，东临谢尔省。
与马耶接壤的市镇（或旧市镇、城区）包括：布埃斯、克吕、古尔奈、马利科尔奈、莫奈、奥尔塞讷。

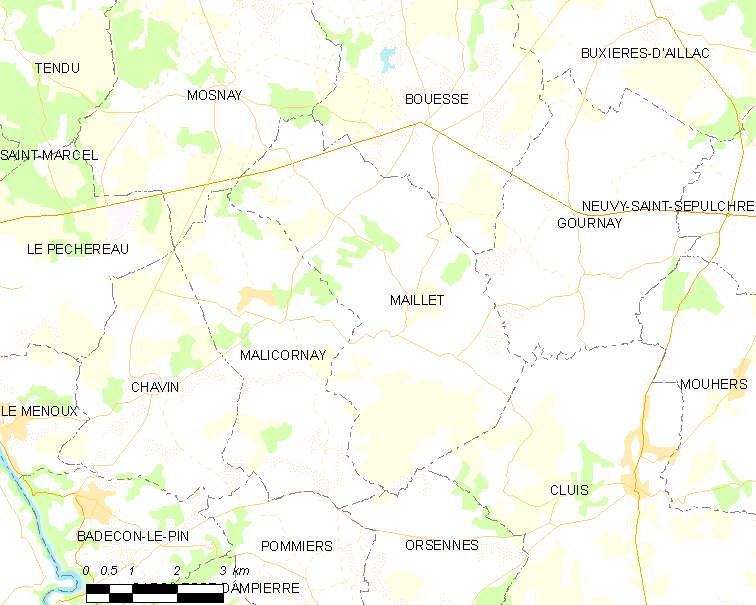
的OSM定位图

马耶的时区为UTC+01:00、UTC+02:00（夏令时）。

## 行政
马耶的邮政编码为36340，INSEE市镇编码为36110。

## 政治
马耶所属的省级选区为讷维圣塞皮尔克县。

## 人口

1962-2008年间人口变化图示

马耶于2022年1月1日时的人口数量为242人。